# István Csurka

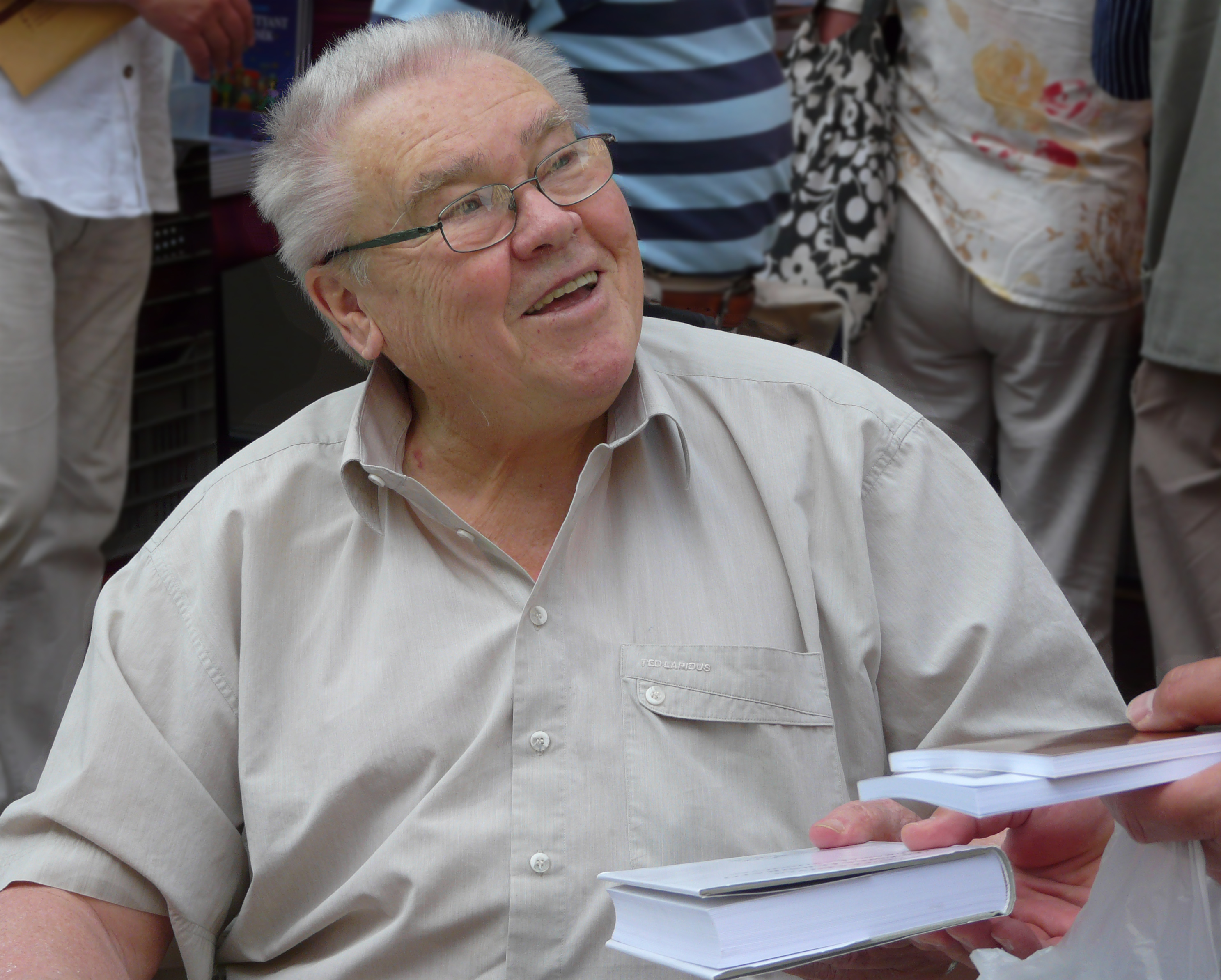
István Csurka (Juni 2011)

István Csurka ['iʃtvaːn t͡ʃurkɒ] (* 27. März 1934 in Budapest; † 4. Februar 2012 ebenda) war ein ungarischer Journalist, Schriftsteller und Politiker aus dem nationalistischen und rechtskonservativen Parteienspektrum.

## Wirken
Csurka beteiligte sich an der Gründung des Ungarischen Demokratischen Forums (MDF), für das er bei der ersten freien Wahl nach dem Sturz der kommunistischen Regierung in das ungarische Parlament gewählt wurde und dessen Vorstand er auch angehörte. 1993 verließ er den MDF und war ab Oktober 1994 Vorsitzender der ungarischen Kleinpartei MIÉP (Ungarische Wahrheits- und Lebenspartei), die sich selbst als radikal nationalkonservative Gruppierung definierte. Csurka, der nach dem Ungarischen Volksaufstand im Jahr 1956 einige Monate interniert war, soll auch als Spitzel der Geheimpolizei tätig gewesen sein.
Csurka selbst fiel regelmäßig durch verbalen Antisemitismus auf und sah sich als Vertreter jener rund drei Millionen Ungarn, die durch den Friedensvertrag von Trianon (1920) vom ungarischen Staatsverband abgetrennt wurden.
In den vergangenen Jahren wurden Mutmaßungen geäußert, er strebe eine Kooperation mit der Mitte-rechts-Partei „Bund Junger Demokraten“ (Fidesz) an. Deren Vorsitzender Viktor Orbán hat dies mehrere Male öffentlich dementiert und abgelehnt und auch als Ministerpräsident (bis 2002) keinerlei parlamentarische Unterstützung angenommen.
Csurka starb am 4. Februar 2012 nach langer Krankheit im Krankenhaus.